# خون‌ایستی
هِموستاز یا خون‌ایستی (به انگلیسی: Hemostasis) (واژۀ Hemo به معنی خون است) به قطع خونروی به روش‌های گوناگون نیز گویند. هموستاز فرایند پیشگیری از هدر رفتن خون از عروق سالم و توقف خونریزی از عروق صدمه دیده‌است. در پارگی عروق به ترتیب اسپاسم عروق، تشکیل میخ پلاکتی و سپس انعقاد در جهت هموستاز رخ می‌دهد. در هموستاز دو فرایند جهت توقف خون لازم است: هموستاز اولیه و هموستاز ثانویه.

## هموستاز اولیه
در هموستاز اولیه (به انگلیسی: Primary Hemostasis) عروق خونی صدمه دیده منقبض می‌شوند. پلاکتهای موجود در گردش خون در ناحیه صدمه دیده تجمع یافته و به عروق و به یکدیگر چسبیده و یک پلاک هموستاتیک ناپایدار ایجاد می‌کند. برای اینکه فرایند انعقاد به درستی فعال شود، لازم است که فاکتورهای انعقادی غیرفعال موجود در گردش خون، به شکل فعال تبدیل گردند. این فرایند در محل تجمع پلاکت‌ها در مجاورت موضع صدمه به عروق روی می‌دهد.

## هموستاز ثانویه
هموستاز ثانویه (به انگلیسی: Secondary Hemostasis) نتیجه هموستاز اولیه تشکیل فیبرین است که رسوب پلاکتی را تقویت کرده و روی ناحیه صدمه دیده می‌نشیند. این فرایند را هموستاز ثانویه می‌گویند.

## علل خونریزی بیش ازحد
یکی از عواملی که در خونریزی بیش از حد تأثیر دارد، کمبود فاکتورهای انعقادی می‌باشد. سایر عوامل عبارتند از: بیماری هموفیلی - خونریزی ناشی از کمبود ویتامین ک - کمبود پلاکت

## داروهای ضدانعقاد مصرفی
- هپارین (تزریق آن به صورت وریدی)
- کومارین‌ها (مانند وارفارین)